# Amt Neustadt-Glewe
Im Amt Neustadt-Glewe wurden zwei Gemeinden und die Stadt Neustadt-Glewe (Amtssitz) zur Erledigung ihrer Verwaltungsgeschäfte zusammengeschlossen. Gegründet wurde das Amt am 15. Januar 1992. Das Amt liegt im Zentrum des Landkreises Ludwigslust-Parchim in Mecklenburg-Vorpommern (Deutschland).

## Die Gemeinden mit ihren Ortsteilen
- Blievenstorf
- Brenz mit Alt Brenz und Neu Brenz
- Stadt Neustadt-Glewe mit Hohes Feld, Friedrichsmoor, Hohewisch, Klein Laasch, Kronskamp, Neuhof und Tuckhude

## Dienstsiegel
Das Amt verfügt über kein amtlich genehmigtes Hoheitszeichen, weder Wappen noch Flagge. Als Dienstsiegel wird das kleine Landessiegel mit dem Wappenbild des Landesteils Mecklenburg geführt. Es zeigt einen hersehenden Stierkopf mit abgerissenem Halsfell und Krone und der Umschrift „AMT NEUSTADT-GLEWE • LANDKREIS LUDWIGSLUST-PARCHIM“.

## Belege
1. ↑  Statistisches Amt M-V – Bevölkerungsstand der Kreise, Ämter und Gemeinden 2023 (XLS-Datei) (Amtliche Einwohnerzahlen in Fortschreibung des Zensus 2011) (Hilfe dazu).
2. ↑  Hauptsatzung § 3 (Memento des Originals vom 2. Februar 2020 im Internet Archive)  Info: Der Archivlink wurde automatisch eingesetzt und noch nicht geprüft. Bitte prüfe Original- und Archivlink gemäß Anleitung und entferne dann diesen Hinweis.